# Аткинс, Эссенс
Э́ссенс Уху́ра А́ткинс-Ме́ндес (англ. Essence Uhura Atkins-Mendez; род. 7 февраля 1972, Нью-Йорк, США) — американская актриса.
Наиболее известна по ролям в ситкомах «Умный парень» (1997—1999), «Половинка и половинка» (2002—2006), «Ну что, приехали?» (2010—2012) и «Марлон» (2016—2018). Играла в фильмах «Избавьте нас от Евы» (2003), «Без ансамбля» (2009), «Дом с паранормальными явлениями» (2013) и «Дом с паранормальными явлениями 2» (2014).

## Биография
Эссенс Аткинс родилась 7 февраля 1972 года в Нью-Йорке (США). В 2009—2016 годы Эссенс была замужем за футболистом Джейми Мендесом, от которого у неё есть сын Варро Блэр Мендес (род. 25.12.2011).

## Карьера
Эссенс снимается в кино с 1986 года. Аткинс появилась в различных фильмах и телевизионных шоу, в том числе в «Торчки», «Избавьте нас от Евы», «Дела семейные», «Сестра, сестра» и «Шоу Косби».
В 2005 и 2011 годах Аткинс стала номинанткой на премию «NAACP Image Award» за роль Сюзанны из телесериала «Ну что, приехали?», в котором она снимается с 2010 года.

## Фильмография
| Год       |    | Русское название                  | Оригинальное название        | Роль                      |
| --------- | -- | --------------------------------- | ---------------------------- | ------------------------- |
| 1986—1989 | с  | Шоу Косби                         | The Cosby Show               | Пола Янг                  |
| 1992      | с  | Дела семейные                     | Family Matters               | Бекки                     |
| 1995      | с  | Под одной крышей                  | Under One Roof               | Шарлотта «Чарли» Лэнгстон |
| 1996      | с  | Побережье Малибу                  | Malibu Shores                | Джули Тейт                |
| 1997—1999 | с  | Умный парень                      | Smart Guy                    | Иветт Хендерсон           |
| 1999      | с  | Мойша                             | Moesha                       | Пайпер Дэвис              |
| 2000      | с  | Сабрина — маленькая ведьма        | Sabrina the Teenage Witch    | Марни                     |
| 2000      | тф | Песня любви                       | Love Song                    | Тони                      |
| 2001      | ф  | Максимальный экстрим              | XCU: Extreme Close Up        | Тамика Джонс              |
| 2001      | ф  | Торчки                            | How High                     | Джейми                    |
| 2002—2006 | с  | Половинка и половинка             | Half & Half                  | Ди Ди Торн                |
| 2003      | ф  | Избавьте нас от Евы               | Deliver Us from Eva          | Карина Дандридж           |
| 2007      | с  | Класс                             | The Class                    | Мелани Дикон              |
| 2007      | с  | Доктор Хаус                       | House                        | капитан Грета Купер       |
| 2008      | ф  | Любовь для распродажи             | Love for Sale                | Кэндис                    |
| 2009      | ф  | Без ансамбля                      | Dance Flick                  | Черити                    |
| 2010      | ф  | Блудная дочь                      | Preacher’s Kid               | Пичез                     |
| 2010      | с  | Дом семейства Пэйн                | Tyler Perry’s House of Payne | Моника                    |
| 2010—2012 | с  | Ну что, приехали?                 | Are We There Yet?            | Сюзанна Кингстон-Персонс  |
| 2012      | ф  | Неблагополучные друзья            | Dysfunctional Friends        | Элис                      |
| 2013      | ф  | Дом с паранормальными явлениями   | A Haunted House              | Киша                      |
| 2014      | ф  | Дом с паранормальными явлениями 2 | A Haunted House 2            | Киша                      |
| 2017      | с  | В четырёх стенах                  | The Great Indoors            | Дениз                     |
| 2017—2018 | с  | Марлон                            | Marlon                       | Эшли Уэйн                 |
| 2019      | с  | Второй шанс Кэрол                 | Carol’s Second Act           | Кэтлин                    |
| 2019      | с  | Амбиции                           | Ambitions                    | Амара Хьюскен             |
| 2021      | с  | Клуб первых жён                   | First Wives Club             | Максин Харт               |